# Augenheilanstalt Mülheim an der Ruhr

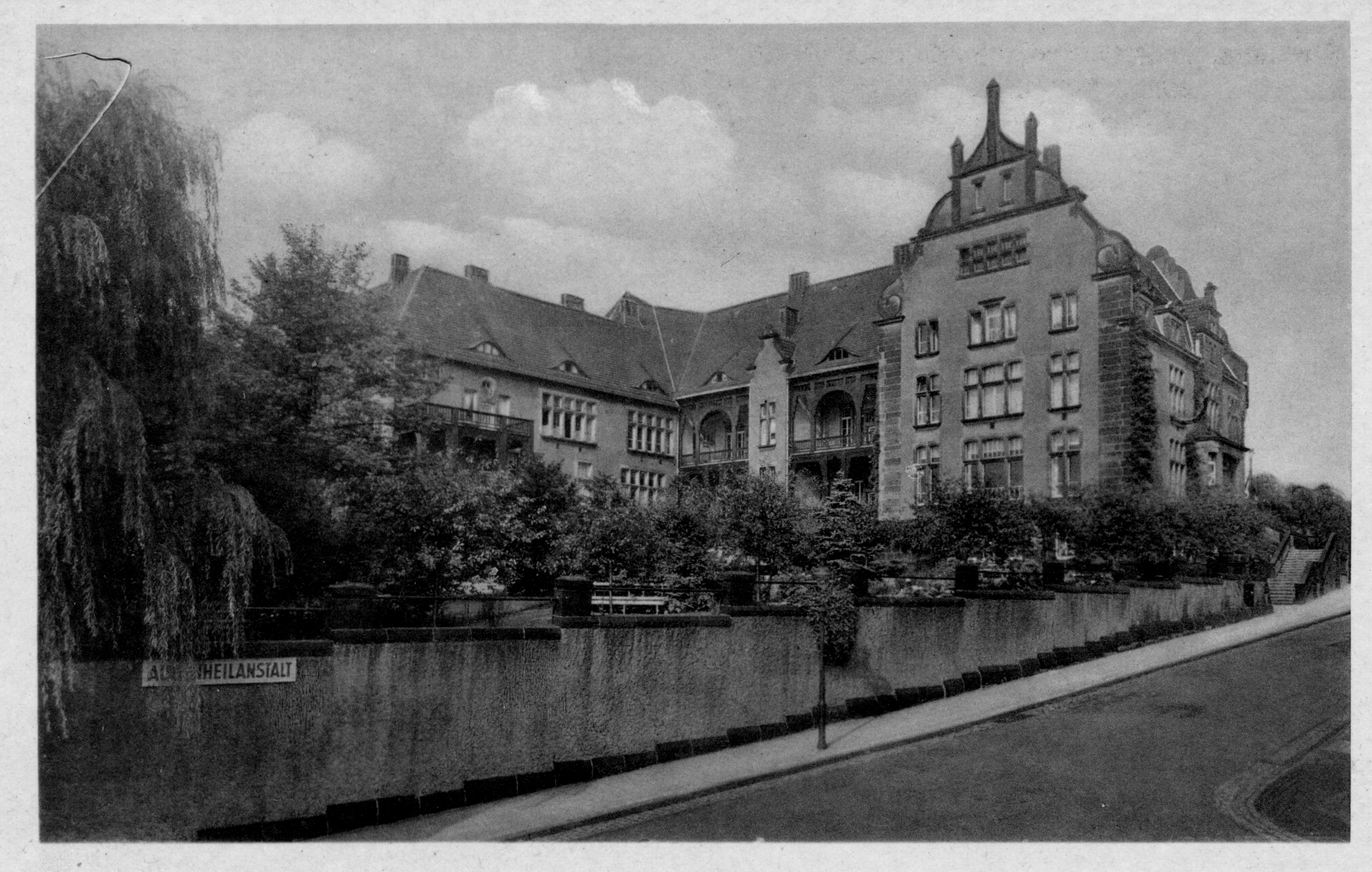
Augenheilanstalt (um 1920)

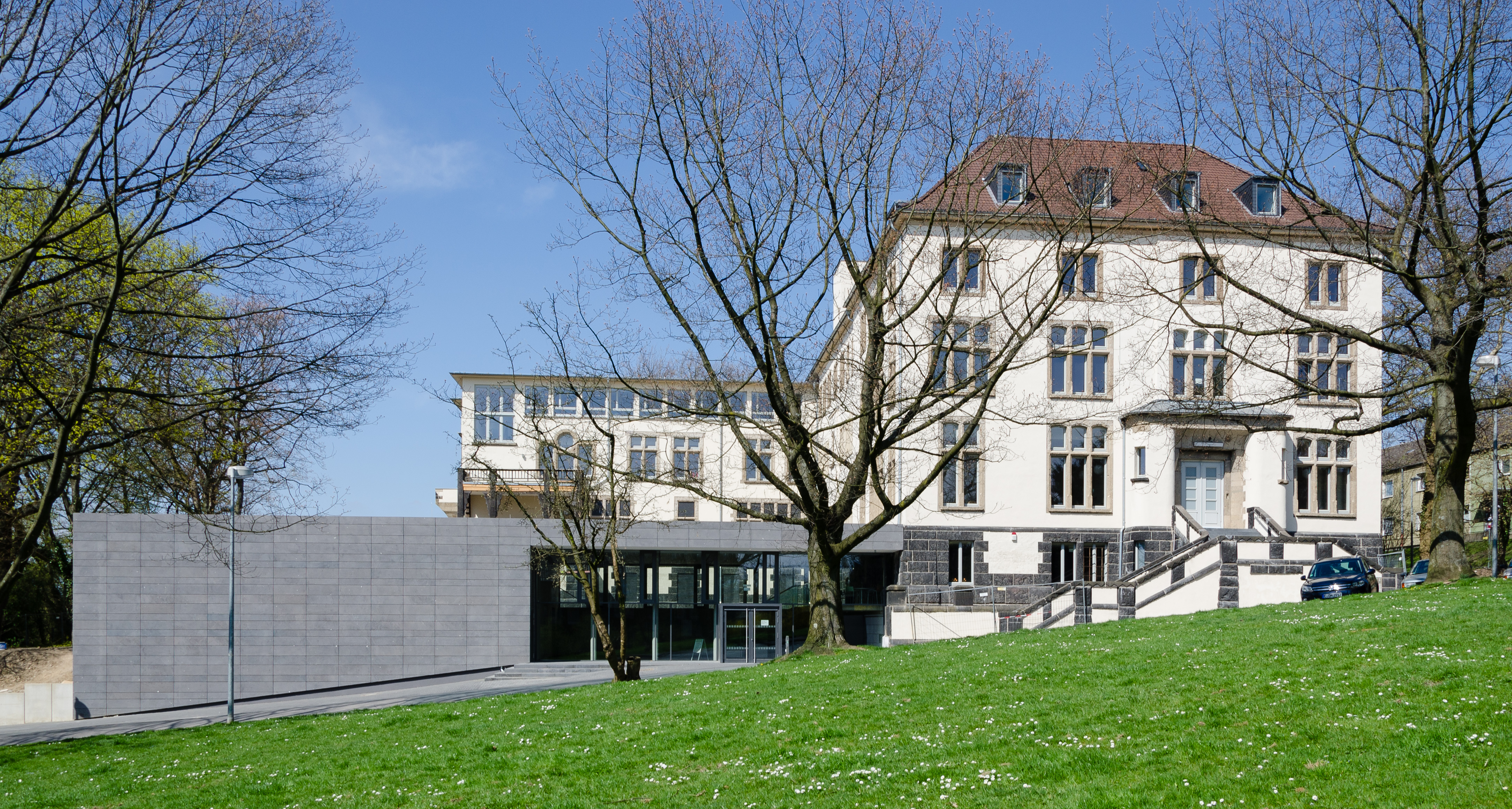
Haus der Stadtgeschichte Mülheim (2013)

Die Augenheilanstalt Mülheim an der Ruhr ist eine ehemalige Augenklinik in Mülheim an der Ruhr. Sie wird auch als „Alte Augenklinik“ bezeichnet. 

## Geschichte
1901 wurde das Gebäude vermutlich von dem Architekten Franz Hagen als Ausflugslokal errichtet und unter dem Namen „Johannisburg“ einige Jahre als Sommerwirtschaft betrieben. 1904 wurde der Restaurantbetrieb eingestellt und die Gaststätte samt Grundstück an Johann Hermann Leonhard und seine Frau Margarete Stinnes verkauft.
Die Absicht des Ehepaares war es, auf dem Grundstück eine Klinik für mittellose Augenkranke zu errichten. Zu diesem Zweck gründeten sie eine Stiftung. In der Schenkungsurkunde vom 23. Februar 1904 verfügten die beiden Stifter die ausschließliche Nutzung der Liegenschaft „zur Errichtung und zum Betrieb einer Augenheilanstalt für Unbemittelte und Arme, welche dort unentgeltlich ärztliche Behandlung und Verpflegung finden können“. Vorbild für diese Gründung war wahrscheinlich Johann Hermann Leonhards Professor an der Universität Albrecht von Graefe, der in seinen Vorlesungen einen tiefen Eindruck bei dem jungen Studenten hinterlassen hatte.
Die Mülheimer Augenheilanstalt war als Spezialklinik in der damaligen Zeit etwas Besonderes, insbesondere was die Größe und Ausstattung anging. Die Ophthalmologie war als eigenständiges Fachgebiet noch relativ jung und Fachkliniken in diesem Bereich selten (Julius Jacobson begründete die erste Augenklinik 1870 in Königsberg (Preußen)). Nach dem Evangelischen Kranken- und Versorgungshaus (1850) und dem Sankt-Marien-Hospital (1887) war es die dritte Klinikgründung in Mülheim an der Ruhr. Nach einer Bauzeit von zwei Jahren wurde die Augenheilanstalt am 4. Juli 1907 mit einem feierlichen Festakt eröffnet, am 16. Juli 1907 der Klinikbetrieb aufgenommen. Erster Chefarzt war Otto Stuelp.
Der Zweite Weltkrieg richtete große Schäden am Gebäude an. Die notdürftigen Reparaturen nach dem Krieg veränderten dann das ursprüngliche Erscheinungsbild der Augenheilanstalt. Hygienische und technische Probleme führten Anfang der 1980er Jahre zu einem Neubau. In unmittelbarer Nähe des Evangelischen Krankenhauses entstand von 1983 bis 1985 eine moderne Klinik, die den gestiegenen medizinischen Ansprüchen Rechnung trug und heute eine Fachabteilung des Evangelischen Krankenhauses ist.
Nach der Verlagerung des Klinikbetriebs wurde das alte Gebäude an die Stadtverwaltung vermietet. Diese nutzte die Räume zur Unterbringung von verschiedenen städtischen Ämtern sowie als Außenmagazin des Stadtarchivs.
Nach dem Beschluss des Eigentümers, der Leonhard-Stinnes-Stiftung, die Alte Augenklinik zu erhalten und zu einem Haus der Stadtgeschichte umzubauen, wurde das Gebäude von 2009 bis 2013 kernsaniert. Nach dem Umbau zogen dort das Stadtarchiv sowie die Städtische Musikschule als Mieter ein. Die offizielle Einweihung des Gebäudes verbunden mit einem Tag der offenen Tür fand am 14. September 2013 statt.